# Ronde van Frankrijk 2022/Zestiende etappe
De zestiende etappe van de Ronde van Frankrijk 2022 werd verreden op 19 juli met start in Carcassonne en finish in Foix. Het betrof een heuvelrit over 179 kilometer.

## Uitslag
| Carcassonne – Foix (179 km) |                  |                     |          |
| Plaats                      | Naam             | Ploeg               | Tijd     |
| 1                           | Hugo Houle       | Israel-Premier Tech | 4u23'47" |
| 2                           | Valentin Madouas | Groupama-FDJ        | + 1'10"  |
| 3                           | Michael Woods    | Israel-Premier Tech | z.t.     |

| Algemeen klassement |                  |                   |           |
| Plaats              | Naam             | Ploeg             | Tijd      |
| Gele trui           | Jonas Vingegaard | Team Jumbo-Visma  | 64u28'09" |
| 2                   | Tadej Pogačar    | UAE Team Emirates | + 2'22"   |
| 3                   | Geraint Thomas   | INEOS Grenadiers  | + 2'43"   |

## Opgaves
- Mikaël Cherel (AG2R-Citroën): Niet gestart wegens covid
- Jakob Fuglsang (Israel-Premier Tech): Niet gestart
- Lennard Kämna (BORA-hansgrohe): Niet gestart vanwege een aanhoudende verkoudheid
- Aurélien Paret-Peintre (AG2R-Citroën): Niet gestart wegens covid
- Marc Soler (UAE Team Emirates): Buiten tijd gefinisht
- Max Walscheid (Cofidis): Niet gestart wegens covid

1e etappe ·
2e etappe ·
3e etappe ·
4e etappe ·
5e etappe ·
6e etappe ·
7e etappe ·
8e etappe ·
9e etappe ·
10e etappe ·
11e etappe ·
12e etappe ·
13e etappe ·
14e etappe ·
15e etappe ·
16e etappe ·
17e etappe ·
18e etappe ·
19e etappe ·
20e etappe ·
21e etappe
Startlijst · Eindstanden · Afbeeldingen